# Rotten.com
rotten.com war eine Website, die sich mit der Darstellung morbider Kuriositäten befasste. Darunter fielen ungewöhnliche Todesfälle und Krankheiten, Fotos aus Autopsien oder der Forensik, Darstellungen von Perversionen und anderen sexuellen Handlungen sowie sonstige als abschreckend angesehene Themen. rotten.com beschrieb sich selbst als ein „Archive of disturbing illustration“, ein „Archiv verstörender Darstellung“. Die Einordnung als „Schockerseite“ war weit verbreitet, die Startseite war allerdings stets frei von derartigen Bildern. rotten.com und seine Unter- und Nebenseiten wurden von der Firma Soylent Communications betrieben.

## Geschichte
rotten.com wurde im Jahr 1996 (vermutlich) vom kalifornischen Informatiker Thomas E. Dell ins Leben gerufen. Auf der Website wurde angedeutet, dass er ein Computerprogramm schrieb, das alle noch nicht registrierten Domainnamen, die in einem Wörterbuch vorkamen, ausgab. Daraufhin registrierte er den Domainnamen für 100 US-Dollar, ohne zunächst ein Konzept zu haben, was er damit anfangen sollte.
Am 4. Oktober 2001 verfügte die Bezirksregierung Düsseldorf, dass auf Grundlage des Mediendienste-Staatsvertrag von 1997 Access-Provider in Deutschland den Zugang zu der Seite verhindern müssten. Kritiker warfen der Düsseldorfer Landesregierung vor, auf diese Weise Zensur zu betreiben. Nach Protesten wurde rotten.com aber von der Sperrverfügung ausgenommen.
Im November 1999 wurde die Webseite von der Bundesprüfstelle für jugendgefährdende Schriften indiziert, deshalb mussten Suchmaschinen wie Google in Deutschland Ergebnisse filtern, die auf rotten.com verwiesen.
In der Schweiz wurde rotten.com von wenigen Providern gesperrt. Nach und nach wurden die Sperren wieder aufgehoben.
Seit 2009 wurde rotten.com nur noch sporadisch aktualisiert, die Startseite zuletzt im Juli 2011, die Seite insgesamt im Februar 2012.
Die Webseite war für Telekomnutzer im Netz gesperrt bzw. man bekam einen Time-out gemeldet.
Am 29. November 2017 ging rotten.com schließlich offline.
Die Domain rotten.com ist jedoch weiterhin auf die Soylent Communications registriert.
Im Netz existieren Nachfolger resp. ähnliche Seiten.

## Rotten Library
Im Vergleich zur Hauptseite bot die Rotten Library eine weniger groteske Zusammenstellung an Informationen und Bildern in Form von Lexikoneinträgen. Als Ziel gab sie an, „eine unvergessliche Sammlung von all jenem zusammenzutragen, was die Menschheit zu vergessen geschworen hatte“. Die Einträge waren in der Regel sehr kritisch formuliert, z. B. die Biografien von Henry Ford und Bill Gates.
Die Library war in 17 Kategorien wie Tod, Okkultes, Verschwörung, Religion oder Verbrechen untergliedert. Ein Schwerpunkt lag auf der Sammlung von Biografien. Die Artikel waren teilweise drastisch bebildert.

## Angebot auf rotten.com
Ende 1999 wurde „The Daily Rotten“ gestartet. Auf dieser Seite wurden Nachrichtenartikel verlinkt, die sich mit den bizarren oder makaberen aktuellen Themen befassen, zum Beispiel Berichte über Terrorismus, brutale Morde, Suizide, Grausamkeit oder Vergewaltigung. Einen Blick in die Geschichte wirft die Rubrik „Today in Rotten History“, in der nennenswerte Ereignisse aufgelistet sind, die am aktuellen Kalendertag in der Vergangenheit passiert sind.
Starken Zulauf fand der Daily Rotten im Kielwasser des 11. Septembers 2001, was die Betreiber als einen Grund für die Beliebtheit der Seite ansahen.
Seit November 2003 gab es den „Rotten Dead Pool“. Hierbei handelte es sich um ein Spiel, bei dem jeder Spieler zehn Personen nennen musste, von denen er glaubte, dass sie im Verlauf der nächsten 12 Monate sterben werden. Für jeden richtigen Tipp bekam der Spieler einen Punkt (es sei denn, die Person war zum Zeitpunkt der Auswahl bereits zum Tode verurteilt worden, oder der Spieler selbst hat sie umgebracht).
Mitte 2002 wurde die „Notable Names Database“ (NNDB) gestartet, welche die Idee der Biografiesammlung der Rotten Library weiterführte.
Eine weitere von rotten.com gegründete Seite war „Sports Dignity“, eine Bildergalerie aus der Welt des Sports. Hier konnten Sportler betrachtet werden, die ihre Genitalien entblößten, der Kamera den Finger zeigten oder sich explizite Verletzungen zugezogen hatten.
Eine weitere Seite von rotten.com war „Rate my Poo“. Auf dieser Seite wurden Ausscheidungsprodukte fotografiert. User konnten Bilder ihrer eigenen Exkremente auf diese Seite hochladen.